# Carolyn Merchant
Carolyn Merchant (Rochester, Nova York, 12 de juliol de 1936) és una ecofeminista, química, filòsofa, professora i historiadora de la ciència nord-americana, més coneguda per la seva teoria (i pel llibre del mateix títol) "La mort de la naturalesa; dones, ecologia i revolució científica", en el qual identifica la Revolució científica del segle XVII com el període en què la ciència va començar a atomitzar, objectivar i disseccionar la naturalesa, presagiant la seva eventual concepció com a composta de partícules atòmiques inerts. Els seus treballs són importants en el desenvolupament de la història ambiental i la història de la ciència. Merchant és professora emèrita d'Història ambiental, Filosofia i Ètica a la Universitat de Califòrnia a Berkeley.